# South Glengarry
South Glengarry es un municipio canadiense situado en la provincia de Ontario.

## Superficie
South Glengarry tiene una superficie de 605,02 km².

## Demografía
En 2021, tenía 13 330 habitantes, una densidad poblacional de 22 hab./km², y 5848 viviendas.